# 闽江师范高等专科学校
闽江师范高等专科学校（英語：Minjiang Teachers College），简称閩師、闽江师专、閩江師範、閩江師高專，是由福建省教育厅主管，是福州市人民政府举办的一所全日制公办高等专科学校。其前身乃號稱閩師之源的全閩師範學堂，1903年由陳寶琛創立於福建省福州府，幾經改易，最終於1952年在福州複辦福州師範學校；而學校另一主要前身福州教育學院則於1959年創辦，1982年2月正式定名福州教育學院。
今校址位于福建省福州市，现有旗山校区、仓山校区、甘蔗校区、福清校区、光禄坊校区5个校区，其中光祿坊校區為原福州工業學校校址、甘蔗校區為附屬福州藝術學校校址、福清校區為醫護學院（原附屬福清衛生學校）校址。

## 歷史沿革

### 福州師範學校
清光绪二十九年（1903年），闽浙总督陈宝琛商定将福州东文学堂扩建為全闽师范学堂，校址在乌石山范公祠堂，由陈宝琛任学堂监督。
光緒三十二年（1906年），學校改名福建师范学堂。次年，學校增办优级师范选科，改称福建优级师范学堂。
民国元年，學校改称福建师范学校。
民国20年（1931年），學校改称福建省立福州师范学校。

民国25年（1936年）6月，福州师范、莆田师范、龙溪师范、建瓯师范和四所乡师合併，成立福建师范学校。
民國27年（1938年），學校因抗戰隨福建省政府迁往临时省会永安，改稱福建省立永安师范学校。
抗战胜利后，省立永安师范學校就地办学，不再歸回福州。但有部分師生回到福州，回到福州的教師分别在福州体师、福州女师、闽侯师范任教。
1952年，合并福州女师、协和幼师、闽侯师范体师科和艺师科，重建福州师范学校，设有普师科、幼师科、艺师科及速成师资班。
1956年，幼师科分出另建福州幼儿师范学校。1969年，学校停办。1972年，复办二年制工农兵普师班。1982年，招收应届初中毕业生，改办四年制普师生。1984年，恢复為三年制。

### 福州教育學院
1959年，福州市政府创办福州市教师进修学校。1966年，福州市教师进修学校停办。1972年學校复办，改称福州师训班。
1978年，师训班扩大改名福州市教师进修学院。
1985年2月，教师进修学院改称福州教育学院。

### 合併建校
2004年4月，福州教育学院與福州师范学校合併，並整合福州市教育科学研究所、福州市普通教育研究室和福州市成人教育研究室等单位的资源，成立新的福州教育学院。
2013年5月，學校改建为闽江师范高等专科学校。2016年4月，福州工业学校和福州艺术学校并入。
2020年6月17日，闽江师范高等专科学校医护学院揭牌仪式在福清卫生学校举行。经福州市政府批准，福清卫生学校成建制划归闽江师范高等专科学校，成立闽江师范高等专科学校医护学院。